# Stazione di Sligo
La stazione di Sligo Mac Diarmada   è una stazione ferroviaria che fornisce servizio a Sligo, Sligo, Irlanda. Attualmente la linea che vi passa è l'Intercity Dublino–Sligo. La stazione fu aperta il 3 dicembre 1862 e consta di due binari, di cui uno solo è in uso regolare. La stazione cambiò il proprio nome il 10 aprile 1966, assumendo quello di 
Seán Mac Diarmada, un eroe patriota della Rivolta di Pasqua, fucilato in seguito alla soppressione inglese della stessa rivolta.

## Servizi ferroviari
- Intercity Dublino–Sligo

## Servizi
- Servizi igienici
- Biglietteria a sportello
- Biglietteria self-service